# Államok vezetőinek listája 1941-ben
Ezen az oldalon az 1941-ben fennálló államok vezetőinek névsora olvasható földrészek, majd országok szerinti bontásban.

## Európa
- Albánia (olasz protektorátus megszállás alatt)
  - Uralkodó – III. Viktor Emánuel albán király (1939–1943)
  - Helytartó– Francesco Jacomoni (1939–1943), Albánia helytartója
  - Kormányfő – 
    1. Shefqet Vërlaci (második Vërlaci-kormány, 1939–1941)
    2. Mustafa Kruja (1941–1943), lista
- Andorra (parlamentáris társhercegség)
  - Társhercegek
    - Francia társherceg – Philippe Pétain (1940–1944), lista
    - Episzkopális társherceg – Ricard Fornesa i Puigdemasa (1940–1943), ügyvivő, lista
- Belgium (monarchia)
  - Német kormányzó – Alexander von Falkenhausen (1940–1944)
  - Belga kormány száműzetésben
Uralkodó – III. Lipót király (1934–1951) (házi őrizetben)[1]
Kormányfő - Hubert Pierlot (1939–1945), lista
- Bolgár Cárság (monarchia)
  - Uralkodó – III. Borisz cár (1918–1943)
  - Kormányfő – Bogdan Filov (1940–1943), lista
- Cseh–Morva Protektorátus (német protektorátus)
  - Német kormányzó – Konstantin von Neurath (1939–1943)
    1. Reinhard Heydrich (1941–1942), ügyvezető

  - Államfő - Emil Hácha (1938–1945), lista
  - Kormányfő – Alois Eliáš (1939–1941), lista
  - Csehszlovák emigráns kormány
    - Elnök - Edvard Beneš (1940–1945)
    - Kormányfő - Jan Šrámek (1940–1945)
- Dánia (német megszállás alatt)
  - Uralkodó – X. Keresztély király (1912–1947)
  - Kormányfő – Thorvald Stauning (1929–1942), lista
  - Német kormányzó - Cécil von Renthe-Fink (1940–1942)
- Egyesült Királyság (parlamentáris monarchia)
  - Uralkodó – VI. György Nagy-Britannia királya (1936–1952)
  - Kormányfő – Winston Churchill (1940–1945), lista
- Finnország (köztársaság)
  - Államfő – Risto Ryti (1940–1944), lista
  - Kormányfő – 
    1. Rudolf Walden (1940–1941), ügyvivő
    2. Johan Wilhelm Rangell (1941–1943), lista

  -  Åland –
    - Kormányfő – Viktor Strandfält (1938–1955)
- Franciaország (köztársaság)
  - Államfő – Philippe Pétain (1940–1944), lista
  - Kormányfő - Philippe Pétain (1940–1942), lista
- Görögország (a tengelyhatalmak megszállása alatt)
- A Görög Királyságot 1941. május 7-én követte a tengelyhatalmak által megszállt Hellén Állam.
  - Uralkodó – II. György király (1935–1947)
  - Kormányfő –
    1. Joánisz Metaxász(wd) (1936–1941)
    2. Aléxandrosz Korízisz(wd) (1941), lista

  - Német kormányzó – Günther Altenburg (1941–1943)
  - Olasz kormányzó – Pellegrino Ghigi (1941–1943)
  - Államfő – Jorgosz Colakoglu (1941–1942)
  - Görög emigráns kormány
    - A kormány 1941. május 23-án száműzetésbe vonult.
    - Uralkodó – II. György király (1935–1947)[2]
    - Kormányfő – Emanuíl Cuderósz (1941–1944), lista
- Hollandia (német megszállás alatt)
  - Német kormányzó - Arthur Seyß-Inquart (1940–1945)
  - Holland emigráns kormány
  - Uralkodó – Vilma királynő (1890–1948)
  - Miniszterelnök – Pieter Sjoerds Gerbrandy (1940–1945), lista
- Horvátország (részlegesen elismert állam, német megszállás alatt)
- 1941. április 10-én jött létre.
  - Uralkodó – II. Tomiszláv király (1941–1943)
  - Államfő – Ante Pavelić (1941–1945)
  - Kormányfő – Ante Pavelić (1941–1943)
- Izland (parlamentáris monarchia)
  - Uralkodó – X. Keresztély (1918–1944)
  - Régens – 
    1. Hermann Jónasson + Stefán Jóhann Stefánsson + Eysteinn Jónsson + Jakob Ragnar Valdimar Möller + Ólafur Thors (1940–1941)
    2. Sveinn Björnsson (1941–1944)

  - Kormányfő – Hermann Jónasson (1934–1942), lista
- Írország
  - Uralkodó – VI. György ír király (1936–1949)
  - Államfő – Douglas Hyde (1938–1945), lista
  - Kormányfő – Éamon de Valera (1932–1948), lista
- Jugoszláv Királyság (monarchia)
- Jugoszláviát a tengelyhatalmak 1941. áprilisában elfoglalták és részben annektálták. Horvátország és Montenegró kikiáltották függetlenségüket, Szerbia pedig katonai kormányzat alá került.
  - Uralkodó – II. Péter király (1934–1945)[3]
  - Régens – Pál herceg + Radenko Stanković + Ivo Perović (1934–1941)
  - Német kormányzó –
    1. Helmuth Förster (1941), Szerbia katonai parancsnoka
    2. Ludwig von Schröder (1941), Szerbia katonai parancsnoka
    3. Heinrich Danckelmann (1941), Szerbia katonai parancsnoka
    4. Franz Böhme (1941), Szerbia meghatalmazott parancsnoka
    5. Paul Bader (1941–1943), Szerbia meghatalmazott parancsnoka

  - Kormányfő – 
    1. Dragiša Cvetković (1939–1941), Jugoszlávia miniszterelnöke
    2. Dušan Simović (1941), miniszterelnök
    3. Milan Aćimović (1941), Szerbia Főbiztosainak elnöke
    4. Milan Nedić, (1941–1944), A Szerb Nemzeti Megmentés Kormány minisztertanácsának elnöke

  - Jugoszláv emigráns kormány
  - 1941. április 14-én a kormány emigrációba vonult.
  - Uralkodó – II. Péter király (1934–1941)[3]
  - Kormányfő – Dušan Simović (1941–1942), lista
- Lengyelország (Németország annektálta)
- 1941. júniusában Németország elfoglalja a szovjetek által megszállt területeket.
  - Lengyel emigráns kormány
  - Államfő – Władysław Raczkiewicz (1939–1947)
  - Kormányfő – Władysław Sikorski (1939–1943), lista
- Liechtenstein (parlamentáris monarchia)
  - Uralkodó – II. Ferenc József herceg (1938–1989)
  - Kormányfő – Josef Hoop (1928–1945), lista
- Luxemburg (Németország annektálta)
  - Luxembourgi emigráns kormány
  - Uralkodó – Sarolta nagyhercegnő (1919–1964)[4]
  - Kormányfő – Pierre Dupong (1937–1953),[5] lista
- Magyar Királyság (monarchia)
  - Államfő – Horthy Miklós (1920–1944), lista
  - Kormányfő – 
    1. Gróf Teleki Pál (1939–1941)
    2. Keresztes-Fischer Ferenc (1941), ügyvivő
    3. Bárdossy László (1941–1942), lista
- Monaco (monarchia)
  - Uralkodó – II. Lajos herceg (1922–1949)
  - Államminiszter – Émile Roblot (1937–1944), lista
- Montenegró (olasz/német megszállás alatt)
- 1941. július 12-én, az olasz megszállás alatt, kikiáltotta függetlenségét.
  - Kormányzó – 
    1. Serafino Mazzolini (1941)
    2. Alessandro Pirzio Biroli (1941–1943)

  - Kormányfő – Blažo Đukanović (1941–1943), a Nemzeti Bizottság elnöke
- Németország
  - Államfő - Adolf Hitler (1934–1945), lista
- Norvégia (német megszállás alatt)
  - Német kormányzó - Josef Terboven (1940–1945)
  - Norvég emigráns kormány:
  - Uralkodó – VII. Haakon király (1905–1957)[6]
  - Kormányfő - Johan Nygaardsvold (1935–1945),[6] lista
- Olasz Királyság (monarchia)
  - Uralkodó -III. Viktor Emánuel király (1900–1946)
  - Kormányfő – Benito Mussolini (1922–1943), lista
- Portugália (köztársaság)
  - Államfő – Óscar Carmona (1926–1951), lista
  - Kormányfő – António de Oliveira Salazar (1933–1968), lista
- Román Királyság (monarchia)
  - Uralkodó – I. Mihály király (1940–1947)
  - Kormányfő – Ion Antonescu (1940–1944), lista
- San Marino (köztársaság)
  - San Marino régenskapitányai:
    1. Federico Gozi és Salvatore Foschi (1940–1941)
    2. Gino Gozi és Secondo Menicucci (1941)
    3. Giuliano Gozi és Giovanni Lonfernini (1941–1942), régenskapitányok
- Spanyolország (totalitárius állam)
  - Államfő – Francisco Franco (1936–1975)
  - Kormányfő – Francisco Franco (1938–1973), lista
- Svájc (konföderáció)
  - Szövetségi Tanács:[7]
  - Marcel Pilet-Golaz (1928–1944), Philipp Etter (1934–1959), Ernst Wetter (1938–1943), elnök, Enrico Celio (1940–1950),  Eduard von Steiger (1940–1951), Karl Kobelt (1940–1954), Walther Stampfli (1940–1947)
- Svédország (parlamentáris monarchia)
  - Uralkodó – V. Gusztáv király (1907–1950)
  - Kormányfő – Per Albin Hansson (1936–1946), lista
- Szlovákia (részben elismert állam)
  - Államfő – Jozef Tiso (1939–1945) lista
  - Kormányfő – Vojtech Tuka (1939–1944) lista
- Szovjetunió (szövetségi népköztársaság)
  - A kommunista párt vezetője – Joszif Sztálin (1922–1953), a Szovjetunió Kommunista Pártjának főtitkára
  - Államfő – Mihail Kalinyin (1919–1946), lista
  - Kormányfő – 
    1. Vjacseszlav Molotov (1930–1941)
    2. Joszif Sztálin (1941–1953), lista
- Vatikán (abszolút monarchia)
  - Uralkodó – XII. Piusz pápa (1939–1958)
  - Államtitkár – Nicola Canali bíboros (1939–1961), lista

## Afrika
- Dél-afrikai Unió (monarchia)
  - Uralkodó – VI. György, Dél-Afrika királya (1936–1952)
  - Főkormányzó – Sir Patrick Duncan (1937–1943), Dél-Afrika kormányát igazgató tisztviselő
  - Kormányfő – Jan Smuts (1939–1948), lista
- Egyiptom (monarchia)
  - Uralkodó – Fárúk király (1936–1952)
  - Kormányfő – Huszejn Szerri Pasa (1940–1942), lista
- Etiópia (monarchia)
  - Uralkodó – Hailé Szelasszié császár (1930–1974)[8]
  - Miniszterelnök – Wolde Tzaddick (1936–1942)[9]
- Libéria (köztársaság)
  - Államfő – Edwin Barclay (1930–1944), lista

## Dél-Amerika
- Argentína (köztársaság)
  - Államfő – Roberto María Ortiz (1938–1942), lista
- Bolívia (köztársaság)
  - Államfő – Enrique Peñaranda (1940–1943), lista
- Brazília (köztársaság)
  - Államfő – Getúlio Vargas (1930–1945), lista
- Chile (köztársaság)
  - Államfő – 
    1. Pedro Aguirre Cerda (1938–1941)
    2. Jerónimo Méndez (1941–1942), lista
- Ecuador (köztársaság)
  - Államfő – Carlos Alberto Arroyo del Río (1940–1944), lista
- Kolumbia (köztársaság)
  - Államfő – Eduardo Santos (1938–1942), lista
- Paraguay (köztársaság)
  - Államfő – Higinio Moríñigo (1940–1948), lista
- Peru (köztársaság)
  - Államfő – Manuel Prado Ugarteche (1939–1945), lista
  - Kormányfő – Alfredo Solf y Muro (1939–1944), lista
- Uruguay (köztársaság)
  - Államfő – Alfredo Baldomir (1938–1943), lista
- Venezuela (köztársaság)
  - Államfő – 
    1. Eleazar López Contreras (1935–1941)
    2. Isaías Medina Angarita (1941–1945), lista

## Észak- és Közép-Amerika
- Amerikai Egyesült Államok (köztársaság)
  - Államfő – Franklin D. Roosevelt (1933–1945), lista
- Costa Rica (köztársaság)
  - Államfő – Rafael Ángel Calderón Guardia (1940–1944), lista
- Dominikai Köztársaság (köztársaság)
  - De facto országvezető – Rafael Trujillo Molina (1930–1961)
  - Államfő – Manuel de Jesús Troncoso de la Concha (1940–1942), lista
- Salvador (köztársaság)
  - Államfő – Maximiliano Hernández Martínez (1935–1944), lista
- Guatemala (köztársaság)
  - Államfő – Jorge Ubico (1931–1944), lista
- Haiti (köztársaság)
  - Államfő – 
    1. Sténio Vincent (1930–1941)
    2. Élie Lescot (1941–1946), lista
- Honduras (köztársaság)
  - Államfő – Tiburcio Carías Andino (1933–1949), lista
- Kanada (parlamentáris monarchia)
  - Uralkodó – VI. György király (1936–1952)
  - Főkormányzó – Alexander Cambridge (1940–1946), lista
  - Kormányfő – William Lyon Mackenzie King (1935–1948), lista
- Kuba 
  - Államfő – Fulgencio Batista (1940–1944), lista
  - Kormányfő – Carlos Saladrigas Zayas (1940–1942), lista
- Mexikó (köztársaság)
  - Államfő – Manuel Ávila Camacho (1940–1946), lista
- Nicaragua (köztársaság)
  - Államfő – Anastasio Somoza (1937–1947), lista
- Panama (köztársaság)
  - Államfő – 
    1. Arnulfo Arias (1940–1941)
    2. Ricardo Adolfo de la Guardia Arango (1941–1945), lista

## Ázsia
- Afganisztán (monarchia)
  - Uralkodó – Mohamed Zahir király (1933–1973)
  - Kormányfő – Mohammad Hasim Khan (1929–1946), lista
- Irak (monarchia)
  - Uralkodó – II. Fejszál király (1939–1958)
  - Régens – 
    1. 'Abd al-Ilah (1939–1941)
    2. Saraf ibn Radzsih al-Favvaz (1941)
    3. 'Abd al-Ilah régens (1941–1953)

  - Kormányfő – 
    1. Rasíd Ali al-Gajlani (1940–1941)
    2. Taha al-Hasimi (1941)
    3. Rasíd Ali al-Gajlani (1941)
    4. Dzsamil al-Midfai (1941)
    5. Núri al-Szaid (1941–1944), lista
- Irán (monarchia)
  - Uralkodó – 
    1. Reza Pahlavi sah (1925–1941)
    2. Mohammad Reza Pahlavi sah (1941–1979)

  - Kormányfő –
    1. Ali Manszur (1940–1941)
    2. Mohammad Ali Foroughi (1941–1942), lista
- Japán (császárság)
  - Uralkodó – Hirohito császár (1926–1989)
  - Kormányfő – 
    1. Konoe Fumimaro herceg (1940–1941)
    2. Tódzsó Hideki (1941–1944), lista
- Jemen (monarchia)
  - Uralkodó – Jahia Mohamed Hamidaddin király (1904–1948)[10]
- Kína (köztársaság)
  - Államfő – Lin Szen (1931–1943), Kína Nemzeti Kormányának elnöke, lista
  - Kormányfő – Csang Kaj-sek (1939–1945), lista
  -  Nankingi Kínai Köztársaság (japán bábállam)
    - Államfő - Vang Csing-vej (1940–1944)

  -  Mandzsukuo (japán bábállam)
    - Uralkodó - Pu Ji (1932–1945)
    - Kormányfő - Csang Csing-huj (1935–1945)

  -  Tibet (el nem ismert, de facto független állam)
    - Uralkodó – Tendzin Gyaco, Dalai láma (1937–)[11]
- Maszkat és Omán (abszolút monarchia)
  - Uralkodó – III. Szaid szultán (1932–1970)
- Mongólia (népköztársaság)
  - A kommunista párt vezetője – Jumdzságin Cedenbál (1940–1954), a Mongol Forradalmi Néppárt Központi Bizottságának főtitkára
  - Államfő – Goncsigín Bumcend (1940–1953), Mongólia Nagy Népi Hurálja Elnöksége elnöke, lista
  - Kormányfő – Horlógín Csojbalszan (1939–1952), lista
- Nepál (alkotmányos monarchia)
  - Uralkodó – Tribhuvana király (1911–1950)
  - Kormányfő – Dzsuddha Samser Dzsang Bahadur Rana (1932–1945), lista
- Szaúd-Arábia (abszolút monarchia)
  - Uralkodó – Abdul-Aziz király (1902–1953)[12]
- Thaiföld (parlamentáris monarchia)
  - Uralkodó – Ananda Mahidol király (1935–1946)
  - Kormányfő – Plek Pibunszongram (1938–1944), lista
- Törökország (köztársaság)
  - Államfő – İsmet İnönü (1938–1950), lista
  - Kormányfő – Refik Saydam (1939–1942), lista
- Tuva (népköztársaság)
  - A kommunista párt főtitkára – Szalcsak Toka (1932–1944)
  - Államfő – Hertek Ancsimaa-Toka (1940–1944)
  - Kormányfő – Szarig-Dongak Csimba (1940–1944)

## Óceánia
- Ausztrália (parlamentáris monarchia)
  - Uralkodó – VI. György Ausztrália királya (1936–1952)
  - Főkormányzó – Alexander Hore-Ruthven (1936–1945), lista
  - Kormányfő – 
    1. Robert Menzies (1939–1941)
    2. Arthur Fadden (1941)
    3. John Curtin (1941–1945), lista
- Új-Zéland (parlamentáris monarchia)
  - Uralkodó – VI. György Új-Zéland királya (1936–1952)
  - Főkormányzó – 
    1. George Monckton-Arundell (1935–1941)
    2. Sir Michael Myers (1941), Új-Zéland kormányának adminisztrátora
    3. Sir Cyril Newall (1941–1946), lista

  - Kormányfő – Peter Fraser (1940–1949), lista